# Мауден
Мауден (нем. Mauden) — община в Германии, в земле Рейнланд-Пфальц. 
Входит в состав района Альтенкирхен-Вестервальд. Подчиняется управлению Даден.  Население составляет 107 человек (на 31 декабря 2010 года). Занимает площадь 1,74 км².